# Rachata Janlao
Rachata Janlao (thailändisch รชต จันทร์เหลา; * 24. September 2004) ist ein thailändischer Fußballspieler.

## Karriere
Rachata Janlao erlernte das Fußballspielen in der Jugendmannschaft vom Samut Prakan City FC. Hier unterschrieb er im Sommer 2023 auch seinen ersten Vertrag. Der Verein aus Samut Prakan spielt in der zweiten Liga, der Thai League 2. Sein Zweitligadebüt gab Janlao am 20. August 2023 (2. Spieltag) im Heimspiel gegen den Chiangmai FC. Bei der 0:1-Heimniederlage wurde er in der 89. Minute für Suphaphon Sutthisak eingewechselt.